# Anna Lisbet
Anna Lisbet (duń. Anne Lisbeth) – baśń literacka autorstwa Hansa Christiana Andersena, wydana po raz pierwszy w Kopenhadze w marcu 1859 roku.

## Publikacja
Andersenowska baśń literacka Anna Lisbet została po raz pierwszy opublikowana 24 marca 1859 roku w Kopenhadze przez wydawnictwo C.A. Reitzel w antologii Nowe baśnie i opowieści. Zbiór trzeci (duń. Nye Eventyr og Historier. Første Række. Tredie Samling. 1859). Autorem ilustracji był Lorenz Frølich. W katalogu dzieł Hansa Christiana Andersena autorstwa B.F. Nielsena baśń opatrzona jest numerem 786. Utwór wznowiono dwukrotnie za życia pisarza: 12. grudnia 1867 roku w zbiorze Femten Eventyr og Historier oraz 10. grudnia 1870 roku w antologii Eventyr og Historier. Tredie Bind.

## Motywy literackie
Bohaterką baśni pisarz uczynił ubogą Dunkę, która zmuszona została do oddania swojego nowonarodzonego syna żonie kopacza rowów, podczas gdy sama zatrudniła się jako mamka na hrabiowskim dworze. W toku akcji jej rodzony syn ginie tragicznie na morzu, a wykarmiony przez nią panicz nie chce nawet z nią rozmawiać.
W utworze pojawiają się liczne motywy religijne, odzwierciedlające luterański światopogląd autora, ukształtowany w domu rodzinnym oraz w latach edukacji. Andersen nawiązuje do Biblii, cytując Księgę Mądrości (3,15) i Księgę Joela (2,13). Istnieje też odwołanie do nowotestamentalnego Listu do Rzymian. W baśni znalazły się takie motywy, jak: ołtarz, umieranie i wstępowanie do Nieba, niebiosa, pogrzeb, modlitwa, anioł, Bóg, Boże światło, Królestwo Boże, kościół, cmentarz, krzyż, łaska, grzech, wiara, kapłan. Autor odwołuje się do Święta światła w tradycji luterańskiej (duń. Kyndelmisse, Gromniczna u katolików).

## Polskie przekłady
Pierwsze tłumaczenie baśni pt. Anna Lisbet na język polski autorstwa Stefanii Beylin ukazało się w antologii baśni w 1956 roku. Tłumaczka nadała opowiadaniu tytuł Anna Lizbet. Drugie tłumaczenie, bezpośrednio z języka duńskiego, autorstwa Bogusławy Sochańskiej, ukazało się w 2006 roku w trzytomowym zbiorze Baśnie i opowieści opublikowanym przez poznańskie wydawnictwo Media Rodzina.